# Euderus californicus
Euderus californicus är en stekelart som beskrevs av Yoshimoto 1971. Euderus californicus ingår i släktet Euderus och familjen finglanssteklar. Inga underarter finns listade i Catalogue of Life.